# Rogue (Fernsehserie)
Rogue ist eine kanadisch-britische Fernsehserie von Matthew Parkhill. Sie besteht aus vier Staffeln mit insgesamt 50 Episoden und wurde vom 3. April 2013 bis zum 24. Mai 2017 beim Sender Audience ausgestrahlt. In Deutschland sind die Folgen der Serie seit März 2015 bei Amazon Video abrufbar.

## Handlung
In Rogue geht es um die moralisch und emotional hin- und hergerissene, verdeckte Ermittlerin Grace Travis. Sie wird von Selbstzweifeln geplagt, den Tod ihres eigenen Sohnes verschuldet zu haben, der bei einem Drive-by-Shooting getötet wurde. Graces Suche nach der Wahrheit wird durch ihre verbotene Beziehung zum Gangsterboss der Stadt weiter verkompliziert, da dieser womöglich etwas mit dem Tod ihres Sohnes zu tun hat.

## Besetzung und Synchronisation
Die deutsche Synchronisation der Serie entsteht unter der Dialogregie von Michael Pan und Andreas Hinz durch die Synchronfirma SDI Media Germany in Berlin.
| Schauspieler    | Rollenname       | Synchronsprecher |
| --------------- | ---------------- | ---------------- |
| Thandie Newton  | Grace Travis     | Nana Spier       |
| Marton Csokas   | Jimmy Laszlo     | Detlef Bierstedt |
| Claudia Ferri   | Sophia Hernandez | Daniela Hoffmann |
| Jarod Joseph    | Fleming          |                  |
| Joshua Sasse    | Alec Laszlo      | Nico Sablik      |
| Jonathan Holmes | Lloyd            | Viktor Neumann   |
| Sarah Jeffery   | Evie Travis      |                  |
| Ian Tracey      | Mitch            |                  |
| Cole Hauser     | Ethan            | Sven Gerhardt    |
| Sarah Carter    | Harper Deakins   | Diana Borgwardt  |